# Jean-Pierre Pichard
Pour les articles homonymes, voir Pichard.
Jean-Pierre Pichard, né le 17 septembre 1945 à Châtellerault et mort le 13 août 2021 à Ploemeur,, est un musicien et organisateur d'évènements culturels liés à la culture bretonne. Il est cofondateur du Festival interceltique de Lorient.

## Biographie

### Activités de musicien
Il est le penn-sonneur de la Kevrenn de Rennes et remporte avec elle le Championnat national des bagadoù en 1969. Il intègre ensuite la Bodadeg Ar Sonerion comme secrétaire général.

### Festival interceltique de Lorient
Jean-Pierre Pichard assure la direction du Festival interceltique de Lorient de 1972 jusqu'à 2007, date à laquelle il cède celle-ci à Lisardo Lombardía. Il fait passer le festival d'un évènement débutant à l'un des plus importants festivals européens en termes de fréquentation.

### Autres évènements
- Breizh Touch
- La filiale du FIL, I3C, a aussi organisé des nuits celtiques à Paris, Nantes, Rennes, ainsi que des spectacles à Lille et Lyon

## Distinctions

### Prix
- « Breton de l'année » en 2007 selon Armor Magazine[4]

### Décorations
- Officier de l'ordre des Arts et des Lettres Il est promu au grade d’officier le 13 septembre 2016[5].

## Sources